# Божемський Богдан-Іван
Богдан-Іван Боже́мський (англ. Bohdan Bozemsky; нар. 17 липня 1923, Коломия) — український живописець, графік, громадський діяч  ; член Об'єднання митців-українців Америки з 1950-х років та Літературно-мистецького клубу в Нью-Йорку.

## Життєпис
Народився 17 липня 1923 року в місті Коломиї (нині Івано-Франківська область, Україна). Закінчив Коломийську гімназію; мистецьку освіту здобув у Мистецько-промисловій школі у Львові під керівництвом скульптора Сергія Литвиненка та художника Михайла Осійчука.
Навесні 1944 року виїхав до Польщі, згодом до Німеччини. З 1946 року — у Сполучених Штатах Америки, де в Нью-Йорку вступив у Купер Юніон Арт Скул, вивчав графіку та різні граверські техніки у Едвіна Дікінсона і Р. Гватмія. Навчання закінчив з відзнакою у 1951 році.
З 1964 року співпрацював з американським видавництвом для дітей і юнацтва «Веселка», виконував замовлення для інших видавництв.

## Творчість
З початку 1950-х років займався переважно графікою, зокрема оформленням книжок, ілюструванням часописів; з початку 1960-х років почав плекати дереворити. Автор багатьох листівок на українську тематику, портретів, живописних композицій, проєктів текстилю.
Започаткував побутово-етнографічну серію з гуцульською тематикою: «Гуцул», «Гуцулка», «Пара гуцулів», «Група гуцулів», «Гуцульське подружжя», «Старий гуцул», «Дівчата під дзвіницею», «В неділю», «Три гуцули», «Гуцули в церкві», «Йордан», «Трембітарі» та інші.
Автор творів на теми флори й анімалістики: «Соняшники», «Берези», «Сосни», «Кукурудза», «Квітучі яблуні», «Сова», «Орел», «Котеня» «Півень».
Першу виставку своїх живописних і графічних робіт провів у 1946 році в німецькому місті Гайдельберзі. 1947 року влаштував персональну виставку в Нью-Йорку. Численний учасник групових виставок у Національному мистецькому клубі у США. Виставляється в престижних залах США, зокрема у 1952 — в Бібліотеці Конгресу США.
Твори знаходяться у багатьох галереях і приватних колекціях у США та інших країнах.